# Distrito de Pithiviers
El distrito de Pithiviers es un distrito (en francés arrondissement) de Francia, que se localiza en el de departamento de Loiret, de la región de Centro (en francés Centre-Val de Loire). Cuenta con 5 cantones y 86 comunas.

## División territorial

### Cantones
Los cantones del distrito de Pithiviers son:
1. Cantón de Beaune-la-Rolande
2. Cantón de Malesherbes
3. Cantón de Outarville
4. Cantón de Pithiviers
5. Cantón de Puiseaux

### Comunas
| 1. Andonville (45005)               | 2. Aschères-le-Marché (45009)    | 3. Ascoux (45010)                  | 4. Attray (45011)                    |
| 5. Audeville (45012)                | 6. Augerville-la-Rivière (45013) | 7. Aulnay-la-Rivière (45014)       | 8. Autruy-sur-Juine (45015)          |
| 9. Auxy (45018)                     | 10. Barville-en-Gâtinais (45021) | 11. Batilly-en-Gâtinais (45022)    | 12. Bazoches-les-Gallerandes (45025) |
| 13. Beaune-la-Rolande (45030)       | 14. Boiscommun (45035)           | 15. Boisseaux (45037)              | 16. Bondaroy (45038)                 |
| 17. Bordeaux-en-Gâtinais (45041)    | 18. Bouilly-en-Gâtinais (45045)  | 19. Bouzonville-aux-Bois (45047)   | 20. Boynes (45050)                   |
| 21. Boësses (45033)                 | 22. Briarres-sur-Essonne (45054) | 23. Bromeilles (45056)             | 24. Chambon-la-Forêt (45069)         |
| 25. Charmont-en-Beauce (45080)      | 26. Chaussy (45088)              | 27. Chilleurs-aux-Bois (45095)     | 28. Châtillon-le-Roi (45086)         |
| 29. Coudray (45106)                 | 30. Courcelles (45110)           | 31. Courcy-aux-Loges (45111)       | 32. Crottes-en-Pithiverais (45118)   |
| 33. Césarville-Dossainville (45065) | 34. Dadonville (45119)           | 35. Desmonts (45124)               | 36. Dimancheville (45125)            |
| 37. Engenville (45133)              | 38. Erceville (45135)            | 39. Escrennes (45137)              | 40. Estouy (45139)                   |
| 41. Gaubertin (45151)               | 42. Givraines (45157)            | 43. Grangermont (45159)            | 44. Greneville-en-Beauce (45160)     |
| 45. Guigneville (45162)             | 46. Intville-la-Guétard (45170)  | 47. Jouy-en-Pithiverais (45174)    | 48. Juranville (45176)               |
| 49. Laas (45177)                    | 50. Labrosse (45057)             | 51. Lorcy (45186)                  | 52. Léouville (45181)                |
| 53. Mainvilliers (45190)            | 54. Malesherbes (45191)          | 55. Manchecourt (45192)            | 56. Mareau-aux-Bois (45195)          |
| 57. Marsainvilliers (45198)         | 58. Montbarrois (45209)          | 59. Montigny (45214)               | 60. Montliard (45215)                |
| 61. Morville-en-Beauce (45217)      | 62. Nancray-sur-Rimarde (45220)  | 63. Nangeville (45221)             | 64. La Neuville-sur-Essonne (45225)  |
| 65. Nibelle (45228)                 | 66. Oison (45231)                | 67. Ondreville-sur-Essonne (45233) | 68. Orveau-Bellesauve (45236)        |
| 69. Orville (45237)                 | 70. Outarville (45240)           | 71. Pannecières (45246)            | 72. Pithiviers (45252)               |
| 73. Pithiviers-le-Vieil (45253)     | 74. Puiseaux (45258)             | 75. Ramoulu (45260)                | 76. Rouvres-Saint-Jean (45263)       |
| 77. Saint-Loup-des-Vignes (45288)   | 78. Saint-Michel (45294)         | 79. Santeau (45301)                | 80. Sermaises (45310)                |
| 81. Thignonville (45320)            | 82. Tivernon (45325)             | 83. Vrigny (45347)                 | 84. Yèvre-la-Ville (45348)           |
| 85. Échilleuses (45131)             | 86. Égry (45132)                 |                                    |                                      |